# Sayalonga
Sayalonga és un municipi d'Andalusia, a la província de Màlaga. Limita amb els municipis de Cómpeta i Algarrobo. El 2023 tenia 1.626 habitants.